# Sally Kosgei
Sally Kosgey là một chính trị gia Kenya. Bà thuộc Phong trào Dân chủ Cam và được bầu làm đại diện cho Quốc hội Aldai tại Quốc hội Kenya trong cuộc bầu cử quốc hội Kenya năm 2007.
bà được giáo dục tại trường nữ trung học Alliance, và nhận bằng thạc sĩ năm 1975 và bằng tiến sĩ. vào năm 1980, cả hai từ Đại học Stanford ở Hoa Kỳ.
bà trở thành bộ trưởng giáo dục đại học trong chính phủ liên minh xuất hiện vào năm 2008 sau vụ bạo lực sau bầu cử. Tuy nhiên, vào tháng 4 năm 2010, bà đã trao đổi công việc với Bộ trưởng Nông nghiệp William Ruto.
Vào tháng 11 năm 2017, một cuộc điều tra được thực hiện bởi Hiệp hội báo chí điều tra quốc tế đã trích dẫn tên bà trong danh sách các chính trị gia có tên trong các cáo buộc " Paradise Papers ".